# Anastazija Kijevska
Anastazija Kijevska (o. 1023. – 1074./1096.) bila je mađarska kraljica kao supruga kralja Andrije I., koji je zvan "bijelim" i "katoličkim". Bila je majka kralja Salomona.

## Biografija
Anastazijini roditelji su bili Jaroslav I., veliki knez Kijeva i princeza Ingegerd. Preko nje je bila unuka švedskog kralja Olofa Skotkonunga.
Udala se za Andriju dok je još bio knez. 1046. on je postao kralj. Njihova su djeca bila:
- Adelajda
- Salomon
- David

Zbog pobune svog brata Bele, Andrija je 1060. poslao Anastaziju i djecu s njom kod plemića Adalberta. Bela je okrunjen iste godine za kralja; on je bio Anastazijin šurjak.
Mladi je Salomon okrunjen 1063. Anastazija ga je u svemu podržavala. Njegovi su se bratići pobunili protiv njega i on je morao bježati, a Anastazija je išla za njim. Međutim, počele su svađe između njih. Zato je otišla u samostan gdje je živjela do smrti.